# F检验
F檢定 (F-test)，亦稱聯合假設檢定（joint hypotheses test）、變異數比率檢驗、方差齐性检验。它是一种在零假设之下，統計值服从F-分布的检验。其通常是用來分析用了超過一個參數的统计模型，以判斷該模型中的全部或一部分參數是否適合用來估計母體。
F检验這名稱是由美國數學家兼統計學家George W. Snedecor命名，为了纪念英國統計學家兼生物學家羅納德·費雪（Ronald Aylmer Fisher）。Fisher在1920年代發明了這個檢驗和F-分布，最初稱為變異數比率（Variance Ratio）。

## 適用場合
- 檢定一系列服从正态分布的母体是否有相同的标准差，此為最典型的F檢定，此檢定亦應用於變異數分析（ANOVA）中。

### 迴歸分析
- 檢定整條迴歸模型是否具有解釋力，此即Overall F檢定 (Overall F test) 。
- 檢定迴歸模型中特定自變數是否具有解釋力，即偏迴歸係數是否為零，此即偏F檢定（Partial F test) 。

## 注意事项
F检验对于数据的非正态性非常敏感，因此在進行變異數同質性（homoscedasticity）檢定時，Levene检验, Bartlett检验或者Brown–Forsythe检验的稳健性都要优于F检验。
F检验还可以用于三组或者多组之间的均值比较，但是如果被检验的数据无法满足均是正态分布的条件时，该数据的稳健型会大打折扣，特别是当显著性水平比较低时。但是，如果数据符合正态分布，而且alpha值至少为0.05，该检验的稳健型还是相当可靠的。
若两个母体有相同的方差（方差齐性），那么可以采用F检验，但是该检验会呈现极端的非稳健性和非常态性，可以用t检验、巴特勒特检验等取代。

## 與其它統計值的關係
1. F检验的分子、分母其實各是一個卡方變數除以各自的自由度。[4]
2. F檢定用以檢定單一變數可否排除於模型外時，即進行只縮減單一變數之偏F檢定（Partial F test）時，{\displaystyle F=t^{2}}。[5]  可參見 线性回归偏迴歸系数β的t检验。